# Culesul viilor (film)
Culesul viilor reprezintă un film publicitar, cu o parte jucată, realizat în 1912 de către operatorul Gheorghe Ionescu-„Cioc”. Premiera a avut loc pe 3 ianuarie 1913, la cinematograful bucureștean „Clasic”. În film jucau actorii Ion Iancovescu și Mitzi Ignătescu, restul imaginilor fiind luate la Valea Călugărească, în via coproducătoarei firme „Dealul Zorilor”. De-a lungul filmului este prezentat procesul de producție al vinului, din toamnă (îngroparea viței) până anul următor, la culesul viilor.